# Список персонажів Half-Life
Це список персонажів серії ігор Half-Life, що складається з Half-Life, Half-Life 2, Half-Life: Alyx, а також їх доповнень і епізодів.

## Представлені в Half-Life та її доповненнях
Цей розділ описує персонажів Half-Life, Opposing Force, Blue Shift та Decay.

### Гордон Фрімен
Гордон Фрімен, Доктор Філософії, мовчазний протагоніст серії Half-Life, ігровий персонаж Half-Life та Half-Life 2 з її епізодами. Він фізик-теоретик і має ступінь доктора філософії в MIT у цій галузі. На момент подій Half Life, він працював в дослідницькому центрі Чорна Меза в Нью-Мексико, де займався проведенням ядерних і субатомних досліджень.

### G-Man
G-Man, таємничий персонаж. Він має здібності не притаманні звичайній людині, а його особистість і мотиви є майже повністю невідомими. Він відіграє роль наглядача та роботодавця, спостерігаючи за гравцем у ході гри та смикаючи за ниточки, щоб контролювати результат певних подій упродовж серії. G-Man з'являвся в усіх іграх Half-Life, в деяких з яких він мав монологи з головним героєм, що вказує на те що він має велике значення та певною мірою закріплює зусилля гравця. Його таємничість зробила його одним з символів серії. Він був озвучений Майклом Шапіро.

### Барні Калхаун
Барні Калхаун, головний персонаж Half-Life: Blue Shift та один з головних персонажів Half-Life 2 та Half-Life 2: Episode One. В іграх серії Барні озвучував Майкл Шапіро. Лицем для Барні в Half-Life 2 послугував головний операційний директор Valve, Скотт Лінч.
Ім'я Барні походить з ранніх альфа версій Half-Life в яких модель охоронця була схожа на актора Дона Ноттса, що надихає на порівняння з персонажем Ноттса, Барні Файфом із «Шоу Енді Ґріффіта», яке в Сполучених Штатах вже давно був зневажливою назвою для невмілого поліцейського чи охоронця. Початково «Барні» були ворожими до гравця та повинні були атакувати його.
В Half-Life: Blue Shift, ігровий персонаж Барні просувається Чорною Мезою, щоб втекти після Каскадного Резонансу і йому вдається це зробити, на відміну від Гордона Фрімена та Адріана Шепарда, що потрапили до стазису. В Half-Life 2, Барні є членом Руху Опору та працює в Громадянській Охороні під прикриттям. Він розповідає гравцеві інформацію в першому розділі, ведучи його до Клейнера та Венса, а в кінці другого розділу він віддає гравцеві свій лом. Той факт, що Барні винен Гордону Фрімену пиво, є одним з найвідоміших жартів серії.

### Едріан Шепард
Едріан Шепард, головний персонаж Half-Life: Opposing Force. Він 22 річний Капрал Корпусу морської піхоти США(USMC) розміщений на вигаданій військовій базі Сантего в Аризоні, таємничим чином переведений до Підрозділу Бойових дій у Небезпечному Середовищі(Hazardous Environment Combat Unit), спеціального підрозділу USMC. Трьома місяцями пізніше він був відправлений до Чорної Мези, для боротьби з вторгненням з Зену(Xen) та ліквідації свідків серед персоналу Чорної Мези. Однак Bell Boeing V-22 Osprey, що транспортував його був підбитий зарядом енергії армію Зену та розбився; його врятувала група науковців Чорної Мези, і через те що він не дістався зони висадки військ, він не знав про наказ про ліквідацію персоналу дослідницького центру. Пробираючись об'єктом під пильним наглядом G-man він зрештою натрапляє на термоядерну зброю, привезену ЦРУ та деактивує її, проте пізніше G-Man повторно активує її, що призводить до остаточного знищення Чорної Мези. Наприкінці G-Man повідомляє що врятував Шепардове життя, перемістивши його в невідому пустоту. G-Man висловлює свою повагу Шепарду, відзначаючи його здатність «пристосовуватися та виживати попри все» що «нагадує йому себе».
Шепард згадується в Half-Life: Blue Shift, де морський піхотинець HECU скажриться що мусить виконувати роботу Шепардового загону. Шепард планувався головним персонажем гри, спінофу Рейвенгольму, що розроблявся Arkane Studios у 2007—2008 роках, та пізніше Valve скасували проєкт. Також Valve стверджувала що Шепапд не має зв'язку з Portal після того, як гравці помітили, що на клавіатурі в грі виділені літери «ASHPD» і вважали це натяком на повернення Шепарда; натомість літери означали «Aperture Science Handheld Portal Device» відомий як «Portal gun»(укр. Портальна гармата), а схожість, на ім'я Шепарда була просто випадковістю Дага Ломбарді з Valve.

### Розенберг
Доктор Розенберг (озвучений Джоном Сент-Джоном) науковець, що пережив інцидент в Чорній Мезі. Вперше з'явився Half-Life: Decay. Коли Джина Кросс та Колетт Грін першими прибули в кімнату управління тестової камери та отримували інструкції від Доктора Келлера, Розенберг перебив його та вислови занепокоєння з приводу антимас-спектрометра, що працював на 90 %, виходить за межі безпечної зони обладнання. Втім Доктор Келлер відкидає занепокоєння та згадує що адміністратор дав чіткі вказівки. Він каже Розенбергу, що той може лишитись, щоб поглянути за експериментом або повернутись до своїх лабораторій поблизу залізничних колій. Розенберг залишається і невдовзі стається Каскадний Резонанс.
Одразу після інциденту Розенберг розмовляє з Доктором Келлером та каже що вважає безпеку людей в Чорній Мезі їхньою головною відповідальністю. Хоча Келлер вважає що їм варто спробувати перезавантажити поля зміщення, врешті він погоджується з Розенбергом і вони придумують план як зв'язатись з військовими для чим скорішої допомоги та евакуації об'єкта.
Джина та Колетт проводять Розенберга крізь «Курс Небезпек» до центру супутникового зв'язку на поверхні, де він зможе передати сигнал про лихо. Доктор Розенберг вирішує залишитись та почекати військових, після цього Джині та Колетт він більше не зустрічається. Але його голос ще можна почути в грі.
В Half-Life: Blue Shift, Розенберг вперше з'являється в розділі «Посібник Курсу Небезпек» (Hazard Course tutorial), задовго до зустрічі з Калхауном на залізничних коліях. Його можна побачити з оглядового під час частини тренування зі стрибками в присяді.
Приблизно між тим, як Джина і Колетт востаннє бачили Розенберга у Decay, і тим, як Калхаун врешті-решт врятував вченого в Blue Shift, він намагається втілити план втечі з Чорної Мези разом з кількома іншими вченими. В цей час содати беруть, його в полон та утримують у вантажному вагоні, а його колегу Гарольда заганяють в кут та смертельно ранять. Перед смертю Гарольда його знаходить Барні і той просить охоронця знайти Розенберга, щоб той допоміг йому з планом. Калхаун потрапляє на залізничну станцію і звільняє Доктора Розенберга. Розенберг розповідає йому що їм потрібно використати обладнання в лабораторіях прототипів для телепортації в безпечне місце.
Він відводить Калхауна до невикористовуваної частини комплексу де їх чекають двоє науковців Волтер Беннетт і Сіммонс, готують машину. Розенберг інструктує Калхауна про те що він повинен активувати та налаштувати релейний пристрій в Зені, щоб вони змогли точно встановити місце призначення. Калхаун вирушає до Зену та успішно виконує вказівки Розенберга, але після повернення на Землю (саме тут Джина і Колетт в Занепаді, тимчасово потрапивши в гармонійний рефлюкс, чують голос Розенберга, який кличе Калхауна через портал), вони виявляють, що їм потрібен ще один елемент живлення, щоб поповнити енергію телепорту для їхньої втечі. Калхаун дістає новий елемент живлення з підвалу лабораторії та приносить його до Розенберга.
Доктор Розенберг запускає систему та під'єднує її онлайн. Їм вдається уникнути вторгнення військових до лабораторій прототипів, телепортуючись в непомічене службове приміщення. Вони сідають в автомобіль та їдуть з Чорної Мези.
Подальша доля Розенберга невідома.

### Джина Кросс
Доктор Джина Кросс (озвучена Каті Левін), науковець Чорної Мези, що вперше з'являється як голографічний асистент Гордона Фрімена в Курсі Небезпек Чорної Мези та одна з двох протагоністок Decay.
В Decay, Кросс доставляє зразок кристала GG-3883 в систему доставки, а потім йде до кімнати під тестовою камерою, де її зустрічає Колетт Грін, разом з якою вони усувають заклинення ліфта, що дозволяє доставити зразок до Гордона. Після Каскадного Резонансу Кросс з Доктором Грін, пробиваючись лабораторіями, які заполонили прибульці. Спочатку вони супроводжують Доктора Розенберга на поверхню, щоб він міг зв'язатись з військовими, а потім під керівництвом Доктора Річарда Келлера, їм вдається запустити зворотний резонанс, щоб допомогти зменшити наслідки розриву вимірів.
В Half-Life: Blue Shift, Кросс можна не надовго побачити на камерах в кімнаті спостереження, під час транспортування кристала GG-3883. В Half-Life: Opposing Force, Едріан Шепард знаходить тіло Кросс в Зені після телепортації туди переміщувальною гарматою(Displacer Cannon), що свідчить про те що вона загинула через деякий час після завершення Decay. Президент і генеральний директор Gearbox Software Ренді Пітчфорд підтвердив її долю.
Спочатку Кросс планувалась дружиною Гордона Фрімена та ще один ігровий персонаж оригінальної Half-Life, та ця ідея не потрапила до фінальної версії гри.

### Колетт Грін
Доктор Колетт Грін (озвучена Лані Мінеллою) науковець Чорної Мези та одна з двох протагоністок Half-Life: Decay.
В Decay, роль Доктора Грін в експерименті полягала в підготовці в кімнаті під випробувальною камерою і запуску антимас-спектрометру на 105 %. Після Каскадного Резонансу Колетт об'єднується з Доктором Кросс, пробиваючись лабораторіями, які заполонили прибульці. Спочатку вони супроводжують Доктора Розенберга на поверхню, щоб він міг зв'язатись з військовими, а потім з Доктора Річарда Келлера, їм вдається запустити зворотний резонанс, щоб запобігти розриву між вимірами, який стає надто великим, щоб його можна було полагодити.
Доля Доктора Гріна, як і решти вцілілих у Decay (за винятком Доктора Кросса, яка згодом загинула в Зені), невідома іншим вцілілим у Чорній Мезі.

### Річард Келлер
Доктор Річад Келлер (озвучений Брісом Армстронгом) науковець Чорної Мези, що працював з Джиною та Колетт. Він з'являвся в Half-Life: Decay. Він — 55-річний старший науковець в інвалідному візку. У грі він дає завдання Колетт і Джині. Також Келлер засуджує Гордона Фрімена і запитує себе, що в ньому знайшов Кляйнер. Його остаточна доля невідома.
За початковим задумом Келлер мав бути антагоністом, що брехав що не може ходити, але від ідеї відмовилися[джерело?].

### Волтер Беннет
Доктор Волтер Беннет (озвучений Гаррі С. Робінсом) науковець Чорної Мези. Він зустрічався в Half-Life: Blue Shift.
У Blue Shift Доктор Беннет з Доктором Сіммонсом лагодять батарею в кабінеті Доктора Розенберга. допомогою Барні Калхуна трьом вченим вдається його полагодити, і вони телепортуються з Чорної Мези. Четверо науковців успішно вибираються з об'єкта, завдяки чому Доктор Беннет стає одним з небагатьох, хто вижив після інциденту. Вони відчиняють ворота і покидають Чорну Мезу на позашляховику.
Доктор Беннет згадується в Half-Life: Opposing Force. Коли Едріан Шепард подорожує Сектором Е Чорної Мези, він потрапляє у випробувальну лабораторію, де експериментували над зразками із Зену до Каскадного Резонансу. Ввін відкриває передачу, призначену для Доктора Беннета, і виявляє голограму вченого, який розповідає про результати експерименту, проведеного над барнаклом, одним з досліджуваних істот із Зену. Після передачі Шепард бере екземпляр Барнакла, який призначався Доктору Беннет для експериментів перед Каскадним Резонансом.
Подальша доля Доктора Беннета невідома.

### Сіммонс
Доктор Сіммонс, науковець з Чорної Мези. Його можна побачити в Half-Life: Blue Shift.
У Blue Shift Доктор Сіммонс разом з Доктором Волтером Беннетом лагодить батарею в кабінеті Доктора Розенберга. Незабаром трьом вченим вдається полагодити її за допомогою Барні Калхауна, і вони починають телепортацію з Чорної Мези. Вони успішно вибираються з об'єкту, завдяки чому Доктор Сіммонс стає одним з небагатьох, хто вижив після інциденту. Вони відчиняють ворота і починають свою подорож до зовнішнього світу на позашляховику.
У грі Сіммонс взагалі не розмовляє, і його ім'я невідоме. Так само як подальша доля його та всіх його колег.

## Представлені вHalf-Life 2та епізодах
Цей розділ описує персонажів представлених в Half-Life 2, Episode One та Episode Two.

### Алікс Венс
Алікс Венс (озвучена Мерл Дендрідж у Half-Life 2 та її епізодах, а також Озіома Акаґа у приквелі Half-Life: Alyx) одна з ключових постатей людського опору проти влади Комбінату на Землі та їх людського представника, Доктора Воллеса Бріна. Алікс донька Доктора Ілая Венса та його покійної дружини Азіан, вона стає близьким другом і союзником Гордона Фрімена протягом Half-Life 2 та епізодів.
VR-гра 2020 року Half-Life: Alyx, дія якої відбувається між подіями Half-Life і Half-Life 2, розповідає про Алікс та Ілая Венса, які борються проти окупації Землі Комбінатом.

### Ісаак Кляйнер
Доктор Ісаак Кляйнер (озвучений Гаррі С. Робінсом), вцілілий в Чорній Мезі і один з провідних науковців людського опору проти Комбінату. Його дизайн заснований на моделі «лисий, окуляри (Волтер, згідно назви моделі)» науковця з оригінальної Half-Life.
Доктор Кляйнер був одним з професорів Гордона Фрімена в MIT, і рекомендував його для роботи в Чорній Мезі у відділі набору цивільних осіб і працював з ним у команді з аномальних матеріалів. Завдяки допомозі Ілая Венса йому вдалося пережити Каскадний Резонанс в першій грі. В Half-Life 2, він керує лабораторією в закинутій будівлі Northern Petrol. Система телепортації, розроблена Кляйнером та Ілаєм Венсом, з'єднує її з Східною Чорною Мезою, що знаходиться за кілька миль звідти. Домашнім улюбленцем він має Гедкраба без кігтів на ім'я Ламар (названий на честь Геді Ламар, актриси та винахідниці 1930-х років).
У першому епізоді Кляйнер з'являється на екранах, які раніше використовувались для пропаганди Доктора Бріна, і наказує вцілілим евакуюватися з Сіті 17, а також закликає їх розмножуватись. Він закликає людей чинити опір Комбінату, заявляючи, що кілька нових технологій, розроблених під час окупації, будуть використані якнайшвидше, щоб допомогти в боротьбі з Комбінатом.
У другому епізоді Кляйнер разом з Іллаєм Венсом та Арне Магнуссоном працює на Ракетному Комлексі «Білий Ліс»(«White Forrest») над пристроєм, який має закрити суперпортал Комбінату, що утворився після знищення Цитаделі. Він здебільшого з'являється під час радіопередач, коли допомагає Алікс і Гордону дістатись до Білого лісу, і запекло з Магнуссоном, який за словами Венса, був конкурентом Кляйнера у боротьбі за гранти в Чорній Мезі. Після знаходження Бореаліса в розшифрованому посланні Джудіт Моссман, Кляйнер пропонує використати технології, що знаходяться на кораблі проти Комбінату, а Ілай вважає що його варто знищити, щоб запобігти «ще одній Чорній Мезі».

### Ілай Венс
Доктор Ілай Венс (озвучений Робертом Гійомом у Half-Life 2 та її епізодах, а також Джеймсом Мозесом Блеком у Half-Life: Alyx) — фізик, дослідник, випускник Гарвардського університету, який працював з Гордоном Фріменом в Чорній Мезі. Він носить протез, який замінює йому ліву ногу нижче коліна, втрачену під час нападу булсквіда, коли він допомагав Доктору Айзеку Кляйнеру перелізти через стіну в місто Комбінату. Він — батько Алікс Венс; його покійна дружина, Азіан, загинула внаслідок каскадного резонансу. Лідер Опору, Доктор Венс був першою людиною, яка встановила мирний контакт з Вортигонтами, і таким чином, «першим колабораціоністом», швидко переконавши інопланетну расу вступити в союз з людством проти вторгнення Комбінату на Землю. У другому епізоді Ілай Венс працює на базі в Білому лісі, де його вбиває радник Комбайнів.
У VR грі 2020 року Half-Life: Alyx, дія якої відбувається між подіями Half-Life і Half-Life 2, увага зосереджується на Ілаї та Алікс Венс, які борються проти окупації Землі Комбінатом. В результаті подій гри йому вдається запобігти смерті, хоча й заплативши за це своєю донькою Алікс, яка стає добровільним агентом G-Man'а. Дізнавшись правду, Ілай прагне врятувати її.

### Арне Магнуссон
В Episode Two, Доктор Арне Магнуссон (озвучений Джоном Алівардом) керує Ракетним Комплексом Білий Ліс і є одним з врятованих з Чорної Мези. Він погано ладнає з Доктором Клейнером через їхні суперечливі характери, про що свідчать самі їхні імена: « Magnus» латиною означає «великий», тоді як «klein» німецькою та голландською означає «малий». Своєрідна особистість Магнуссона, схоже, принесла йому велику повагу з боку Вортигонтів, зокрема, його помічника Уріа, який із захопленням згадує про нього.
Магнуссон також зауважує Фрімену, кажучи, що якщо той захистить Білий Ліс, то він пробачить Фрімену попередній інцидент у Чорній Мезі, пов'язаний з його «запіканкою в мікрохвильовці», відсилаючи до сцени з першої Half-Life.

### Пес
Пес — це величезний горилоподібний робот Алікс Венс, створений її батьком Ілаєм, щоб забезпечити їй і товариство, і захист. Згодом Алікс удосконалила робота до його теперішнього вигляду. Незважаючи на свою назву, Пес має антропоморфний вигляд. Пес допомагає Фрімену під час тренувань з Гравітаційною гарматою і кілька разів з'являється пізніше.

### Джудіт Моссман
Доктор Джудіт Моссман (озвучена Мішель Форбс) з'являється у Half-Life 2 як фізик, що працює з Ілаєм Венсом у Східній Чорній Мезі. Хоча вона дружить з іншими вченими, її поблажливе ставлення до неспеціалістів дратує Алікс. Протягом гри вона розкривається як потрійний агент і зраджує Опір, намагаючись укласти союз з Доктором Бріном, а потім зраджує і його. У наступних епізодах вона знову працює на Опір у віддаленій місцевості.

### Одесса Кеббедж
Полковник Одеса Каббедж (озвучений Джоном Патріком Лоурі) — член Опору проти Комбінату, який має літературну вимову. Він носить куртку з емблемами, які вказують на те, що він, можливо, колись був офіцером служби безпеки Рочестерського університету. Згідно з Raising the Bar, його модель була створена на основі інструктора з бойових мистецтв одного з розробників гри, а ім'я було знайдено в спам-фільтрі.
Одесса Кеббедж керує невеликою базою Опору і містечком, що отримало назву «Нова Мала Одеса», в прибережному регіоні за межами Міста 17. Перед прибуттям до Нової Маленької Одеси гравець може побачити, як Кеббедж розмовляє з G-Man'ом, дивлячись у бінокулярну підзорну трубу. Коли Гордон Фрімен прибуває до Нової Маленької Одеси по дорозі до Нова Проспекту, Кеббедж проводить інструктаж з використання ракетниці проти Ганшипів Комбінату. Кеббедж довіряє ракетницю Гордону, а сам так і не з'являється на полі бою, натомість залишається, щоб спробувати зв'язатися з іншим поселенням Опору.

### Григорій
Отець Григорій (озвучений Джимом Френчем) — православний священник, який з'являється в розділі «Рейвенгольм» Half-Life 2. Він єдиний з людей, хто вижив у Рейвенгольмі.
Він з ентузіазмом розповідає про те, як «піклується про свою паству», тобто розганяє зомбі-мешканців міста за допомогою вінчестера моделі 1886 року та саморобних пасток, промовляючи до них втішні слова. Він періодично допомагає Гордону Фрімену в Рейвенгольмі, даючи йому рушницю, бойові підказки та поради, змішані з біблійними цитатами. Зрештою, Григорій проводить Фрімена через цвинтар, що кишить зомбі, щоб показати йому потаємний прохід до шахт, що ведуть з мертвого міста. Прощаючись з Гордоном, Григорій продовжує битися з ордами ворогів, поки не відступає до найближчої гробниці, запалює навколо неї стіну вогню і зникає, маніакально регочучи.

### Воллес Брін
Доктор Воллес Брін (озвучений Робертом Калпом) був адміністратором дослідницького центру Чорна Меза під час « Інциденту в Чорній Мезі», подій, описаних у Half-Life, але його ніколи не бачили і не згадували на ім'я (натомість його завжди називали «Адміністратор»). Після Семигодинної війни він «домовився» з Комбінатом про мирну угоду, яка врятувала людство ціною поневолення. Доктор Брін був призначений правителем Землі — маріонеткою Комбінату, яка практично не має фізичної присутності на планеті. У своїх пропагандистських посланнях до мешканців Cіті 17 (названих «Брінкастами») він часто називає Комбінат «нашими благодійниками».
В артбуці Half-Life 2, Raising the Bar, є інформація, що вказує на те, що Брін використовував, принаймні на одному етапі запланованого сюжету, якщо не в остаточній версії, вежу радіопередавача на поверхні (тобто не в Чорній Мезі), щоб зв'язатися безпосередньо з Комбінатом і домовитися про капітуляцію. Чернетки сценаріїв для Half-Life 2 вказують на те, що це мало бути показано у вступному сегменті до гри, що складається з серії слайдів на проекторі. На одному зі слайдів Брін мав би стояти біля підніжжя вежі в гарнітурі, підключеній безпосередньо до неї, з широко розставленими руками і розмовляти з небом.
Брін дізнається про повернення Гордона Фрімена в Half-Life 2, коли Гордон випадково тимчасово телепортується до його офісу в Цитаделі. Доктор Брін інформує про це Комбінат і негайно відправляє наявні в його розпорядженні сили для захоплення Фрімена і розгрому пов'язаного з ним руху Опору в Сіті 17.
Під час рейду Гордона Фрімена на Цитадель, Фрімен тимчасово перебуває під вартою Бріна, поки Джудіт Моссман не виступає проти адміністратора. У цей час Брін робить дуже важливу заяву в присутності Алікс Венс та її батька Ілая (які також перебувають під його вартою). Він стверджує, що Гордон «виявився прекрасним пішаком для тих, хто його контролює». Він також зазначає, що послуги Гордона «відкриті для того, хто запропонує найвищу ціну», і каже, що зрозуміє, якщо Гордон не захоче обговорювати це в присутності своїх друзів. Ці зауваження означають, що Брін може знати про таємничого G-Man і його вплив на Фрімена. Про це також згадується в одному з «Брінкастів» до Сектора Сімнадцять Військ Нагляду в Нова Проспекті: «У мене є вагомі підстави вважати, що в минулі роки він перебував у стані, який перешкоджав подальшому розвитку навичок таємного спостереження».
Коли Джудіт Моссман звільняє Гордона Фрімена та Алікс Венс у його кабінеті, Доктор Брін стріляє в Гордона з Гравітаційної гармати, але заряд не вбиває його, і Брін кидає її, тікаючи. Гордону вдається зупинити його, знищивши реактор темного термоядерного синтезу Цитаделі, що руйнує телепорт, який Брін намагався використати для втечі; платформа, на якій стояв Брін, руйнується, і він падає з Цитаделі, розбиваючись насмерть.

## Представлені вHalf-Life: Alyx
Цей розділ описує персонажів представлених Half-Life: Alyx.

### Рассел
Рассел (озвучений Рісом Дарбі) — член Опору і механік.